# John Glenn

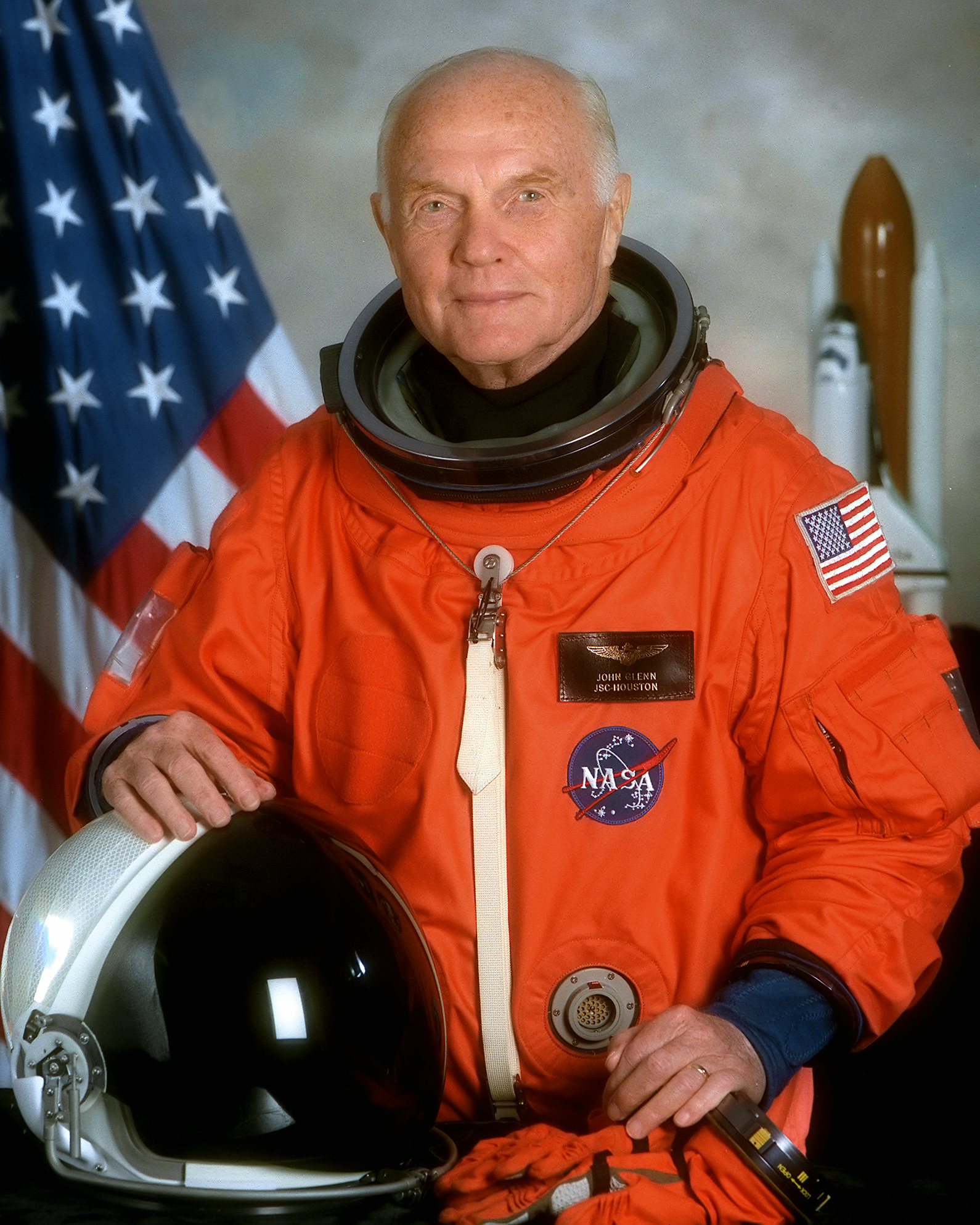
John Glenn

John Herschel Glenn, Jr. (n. 18 iulie 1921 - d. 8 decembrie 2016) a fost un pilot, inginer, astronaut și senator american. A fost pilot de luptă în cadrul U.S. Marine Corps și până la 8 decembrie 2016 era singurul supraviețuitor al astronauților din grupul Mercury Seven: elita piloților de încercare ai Armatei SUA selectați de NASA pentru a pilota rachetele experimentale Mercury și a deveni primii astronauți americani.

## Activitate spațială
La 20 februarie 1962, Glenn a zburat în misiunea Friendship 7 și a devenit primul american care a ajuns pe orbita Pământului și a cincea persoana în spațiu, după cosmonauții Iuri Gagarin și Gherman Titov și misiunile suborbitale ale astronauților colegi din Mercury Seven Alan Shepard și Gus Grissom. În 1965, Glenn s-a retras din armată și a demisionat de la NASA pentru a putea candida la alegerile pentru funcții publice. Membru al Partidului Democrat, el a fost ales pentru a reprezenta statul Ohio în Senatul SUA din 1974 și până în 1999.
Glenn a primit Medalia de Onoare a Congresului pentru activități spațiale în 1978 și Medalia Prezidențială pentru Libertate în 2012. El a fost introdus în U.S. Astronaut Hall of Fame în 1990. La 29 octombrie 1998, în timp ce era încă senator, el a devenit cea mai bătrână persoană (avea 77 ani) care a zburat în spațiu și singura care a zburat atât în Programul Mercury, cât și în Programul navelor spațiale, făcând parte din misiunea STS-95 a navetei spațiale Discovery. Glenn este, de asemenea, cel mai bătrân american care a ajuns pe orbită și a doua persoană născută cel mai devreme ce a ajuns pe orbită după cosmonautul sovietic Gheorghi Beregovoi care se născuse cu trei luni și trei zile mai devreme. Odată cu moartea lui Scott Carpenter la 10 octombrie 2013, Glenn este ultimul supraviețuitor al grupului Mercury 7.

## Descriere fizică
- Greutate (Masă) -- 77 kg (170 lb)
- Înălțime (Lungime) -- (1.79 m) (5 ft 10½ in)
- Culoarea părului -- roșcat
- Culoarea ochilor --Verde [5]